# Pachydema megalops
Pachydema megalops es una especie de coleóptero de la familia Scarabaeidae.

## Distribución geográfica
Es endémica de Gran Canaria, en las islas Canarias (España).